# Calomys musculinus
Calomys musculinus је врста глодара из породице хрчкова (лат. Cricetidae).

## Распрострањење
Ареал врсте покрива мањи број држава. Врста је присутна у следећим државама: Аргентина, Боливија и Парагвај.

## Станиште
Станиште врсте је жбунаста вегетација. Врста је присутна на подручју реке Ла Плата у Јужној Америци.

## Угроженост
Ова врста је наведена као последња брига, јер има широко распрострањење и честа је врста.